# Donato Acciaiuoli
Donato Acciaiuoli fou un noble florentí fill de Tommaso Acciaiuoli.
Fou prior de la llibertat el 1316, el 1320, el 1326 i el 1329, conseller de mercaderies el 1320, orador de la República de Florència a Nàpols el 1332, 1325 i 1333, capità de guerra de Florència el 1325, diputat per la reorganització del govern de Florència el 1328, membre de la magistratura dels XII bonhomens (Buonuomini) pel Sesto di Borgo el 1328 i el 1333, gonfanoner de Companyia el 1331, i orador de Florència a Bolonya el 1332.
Va morir a Florencia el 1335. Fou el pare de Jacopo Acciaiuoli i avi de Neri I Acciaiuoli